# Аналитическая живопись
Аналитическая живопись ― художественное течение, возникшее в 1970-х годах в странах Западной Европы, посвящённое рефлексии и анализу оснований живописи и возможностей её развития. 

## Культурный контекст и зарождение течения

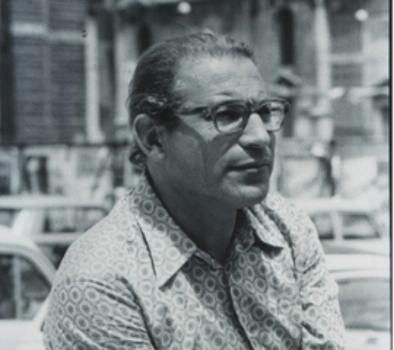
Филиберто Менна

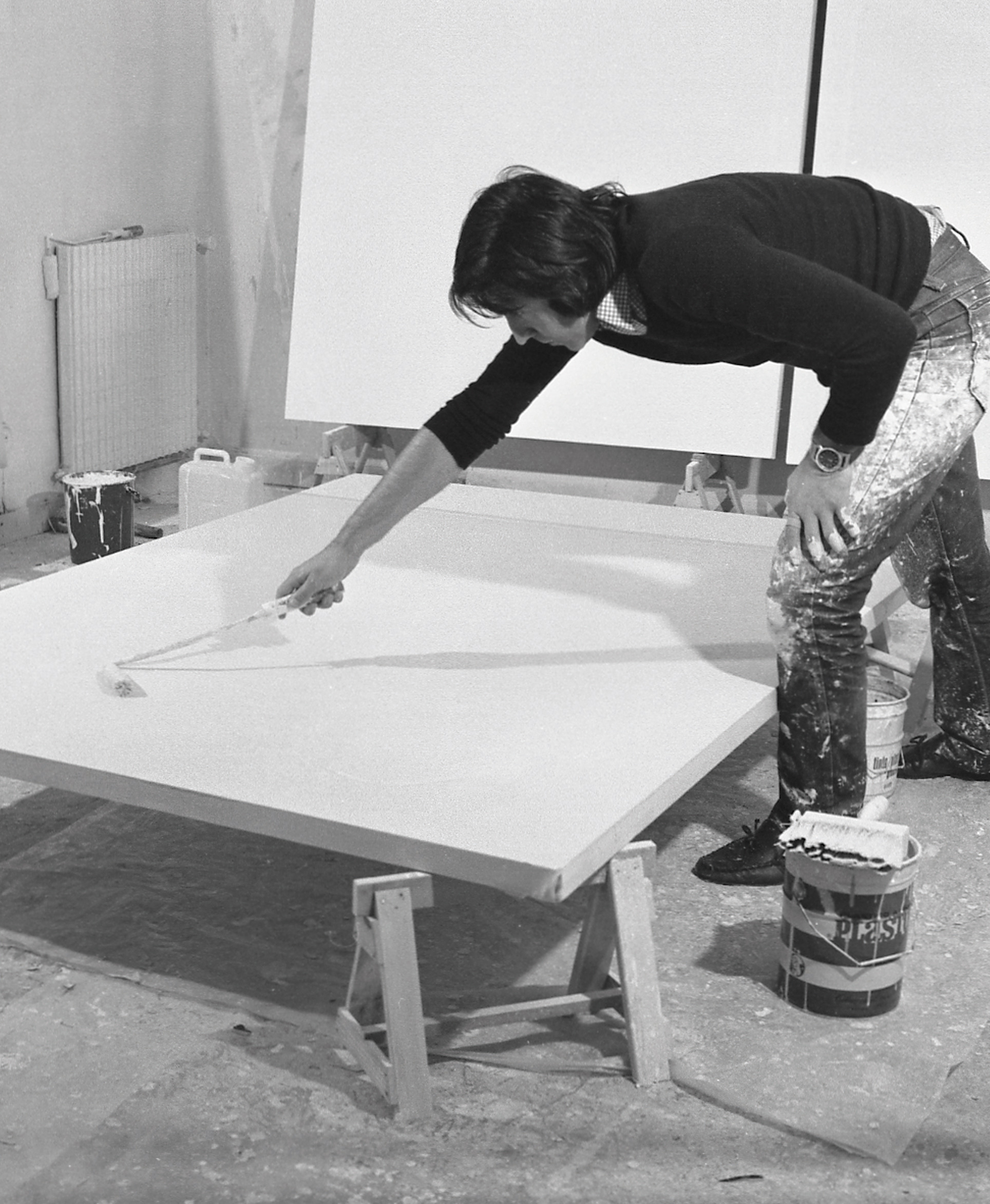
Джанфранко Дзаппеттини рисует целостную белую картину (Генуя, 1973)

Рождение аналитической живописи восходит к концу 1960-х годов, когда получили распространение идеи сохранения произведений живописи как средства выражения ― а такое видение её сущности, по мнению многих деятелей искусства, находилось тогда на пути к исчезновению. Для этого все они предлагали начать с переопределения живописи или даже с её структурной перестройки. Подобные идейные программы к тому времени уже в течение некоторого времени были распространены во французских художественных кругах (в частности, таких взглядов на ситуацию в мире искусства придерживались Даниэль Бюрен, Оливье Моссе, Мишель Парментье, Ниле Торони и творческая группа Support/Surface), в американских (Роберт Мангольд, Брайс Марден и Роберт Райман), а также в творческих сообществах многих европейских стран. В Италии художники, вдохновлённые идеями обновления искусства, оказались расколотыми между приверженностью концептуализму, которое было очень близко им по духу, и с наследием поп-арта, с которым их роднило использование одних и тех же материалов и выразительных средств. Именно в этом контексте и родилась аналитическая живопись, а её культурным эталоном стало творчество Филиберто Менна.
Аналитическая живопись выросла из аналитического искусства, а сам термин «аналитическая живопись» для обозначения нового течения в живописи был впервые предложен немецким критиком Клаусом Хоненефом. Иногда вместо него также употребляют понятия «базовая живопись» и «запланированная живопись». Сущность аналитической живописи заключается в «редукции» изображения, которое представляет только само себя и обрубает связь с внешним миром. Пик активности деятелей течения пришёлся на 1972―1977 годы.
Параллельно с западноевропейской школой аналитической живописи существовала и развивалась советская школа аналитической живописи, яркий её представитель - "Эрмитажная школа"  Григория Яковлевича Длугача.

## Характеристика
Аналитическая живопись ставит своей целью провести анализ материальных компонентов живописи (холст, рама, материя, цвет и знак) и материальных отношений между произведением как физическим объектом и его автором. Затем живопись стала объектом исследования самой себя и утратила референтность, которая связывала её с реальностью (в образной живописи), с выразительностью (в абстрактной живописи) и с основным смыслом (в концептуальном искусстве). Следовательно, размышление художника о живописи стало контекстуальным для его творчества, а выражение «живопись-живопись» оказалось функциональным, подчёркивая его абсолютность и сущность в чистом виде.